# 高雄市第一社區大學
22°38′01.6″N 120°17′14.4″E / 22.633778°N 120.287333°E
高雄市第一社區大學（簡稱第一社大、高雄市第一社大），原名高雄市新興社區大學（新興社大）。是一所坐落於臺灣高雄市的社區大學，校址設置在高雄市愛河支流幸福川旁河濱國小校園內。由社團法人高雄市社區大學促進會於民國89年（2000年）4月8日創設，並於民國97年（2008年）1月1日更名為高雄市第一社區大學。

## 外部連結
- 高雄市第一社區大學 （页面存档备份，存于）
- 高雄市第一社區大學的Facebook專頁